# M/S Tjörn
M/S Tjörn är en passagerarfärja som ägs av det kommunala rederiet Tjörns Hamnar AB, Tjörns kommun. Färjan används som reservfartyg på Västtrafiks linje 361 från Rönnängs brygga på Tjörn till Dyrön, Tjörnekalv och Åstol för den ordinariefärjan M/S Hakefjord. 

## Historia
Färjan byggdes 1969 på Blålids Slip o Mek Verkstad i norska Raudeberg, och levererades till Klädesholmens Post- & Passagerartrafik som ägdes av Elve Karlsson och Tor Aste Erland Johansson. 1975 såldes fartyget till Tjörns kommun.